# 1815 (jeu vidéo)
1815 est un jeu vidéo de type wargame développé par Cobrasoft et publié sur Amstrad CPC, Oric, Thomson (MO5, TO7/70, TO9).
Le jeu se déroule à l'époque de Napoléon Bonaparte, pendant la bataille de Waterloo. Le jeu fournit un éditeur de cartes pour créer des batailles personnalisées.

## Système de jeu
Le jeu oppose deux joueurs qui commandent chacun 41 unités (15 infanteries, 10 cavaleries, 5 artilleries lourdes, 5 artilleries montées, 5 unités de ravitaillement, un état-major). Le champ de bataille est composé de différents types de terrains (colline, forêt, lac, marais, terrain dégagé, ville) qui influencent les déplacements et les combats.
Une unité militaire est définie par son nombre d'hommes, son potentiel de déplacement, sa force, son moral, son niveau de ravitaillement, et exerce une « zone de contrôle » sur le terrain qui l'entoure. Le joueur peut régler le taux d'engagement (c'est-à-dire le pourcentage d'hommes qui combattent) et le taux de résistance (c-à-d. : le niveau accepté de pertes avant de reculer) de chaque unité.
Chaque tour est constitué de déplacements et de combats entre unités, de placements et de tirs d'artilleries, et de ravitaillements. Le gagnant est celui qui oblige l'adversaire à abandonner, soit volontairement, soit quand le rapport de force devient nettement déséquilibré ; le rapport de force est calculé en fonction de la puissance de chaque camp et en fonction des positions stratégiques adverses capturées (chaque camp débute la partie avec 5 positions stratégiques prédéfinies).

## Accueil
| 1815  |      |       |
| Média | Pays | Notes |
| Tilt  | FR   | 5/6   |